# Abrázame muy fuerte
Abrázame muy fuerte (no Brasil: Abraça-me Muito Forte) é uma telenovela mexicana produzida pela Televisa e exibida no Canal de las Estrellas entre 31 de julho de 2000 e 2 de fevereiro de 2001, substituindo Siempre te amaré e antecedendo El derecho de nacer em 135 capítulos. 
Original de Caridad Bravo Adams, é um remake da telenovela Pecado mortal, produzida em 1960. 
É protagonizada por Victoria Ruffo, Fernando Colunga e Aracely Arámbula com atuação estelar da primeira atriz Carmen Salinas, e antagonizada por César Évora, Nailea Norvind, Helena Rojo e Rossana San Juan

## Enredo

### Primeira Fase
Cristina Alvarez Rivas (Victoria Ruffo) é uma jovem bonita e doce que vive na Fazenda Bananal, junto a seu pai, Severiano Alvarez (Joaquín Cordero), um homem poderoso e autoritário, e sua mãe, Consuelo Rivas de Alvarez, uma mulher nobre e refinada. Cristina se apaixona por Diego Fernandes (Osvaldo Ríos), um peão que trabalha na fazenda. Ela, sabendo que seu pai nunca aceitaria sua relação com um peão, se entrega a ele como uma maneira de demonstrar seu amor. Por meio de Estela (Rossana San Juan), empregada da fazenda, Severiano descobre a relação de sua filha com Diego. Explode em raiva e decide queimar a cabana onde vive Diego, jurando que nunca os deixará estar juntos, mas não consegue o matar. Quando está prestes a agredir Cristina, ela o confessa que está grávida. Para evitar a vergonha que sua filha seja mãe solteira, Severiano ordena de imediato que Estela e Cristina viajem a Vila Formosa para que lá tenha seu bebê.
Cristina dá a luz a una menina e, junto a Estela, voltam à fazenda depois do parto. Severiano paga Estela para que crie a menina, chamada Maria do Carmo, como se fosse sua filha, e assim levá-la para longe da fazenda, porque para ele representa a maior vergonha por ser filha de um peão. O caseiro mente para Cristina dizendo que foi Estela que roubou o dinheiro e sequestrou a menina. Cristina se desespera, ao mesmo tempo que Frederico Rivero (César Évora) chega a fazenda e pede a Severiano a mão de sua filha.
Frederico é um homem impiedoso e ambicioso, que planeja se casar com Cristina por meio de chantagens. Frederico traz de volta Estela com a menina à fazenda. Cristina se emociona, mas Frederico a diz que se não aceitar ser sua esposa, Estela e a menina desaparecerão para sempre e ela nunca mais voltará a ver sua filha. Cristina detesta Federico, mas ante a morte de Severiano e vendo ela e sua mãe à mercê da maldade de Frederico, ela aceita se casar com ele só para estar perto de sua filha. No entanto, depois do casamento, Frederico diz a Cristina que Estela seguirá como a mãe de Maria do Carmo e ela, para todos, será sua madrinha.
Frederico descobre que Diego ainda está procurando Cristina. Ela se encontra com ele e ambos planejam fugir juntos com a menina à noite. Frederico o encontra e, furioso, está prestes a brigar com ele, mas Diego vai embora a pedido de Cristina. À noite, quando eles estão prestes a fugir, Frederico se adianta a Cristina e consegue detê-la, abusando dela. Mais tarde, ele mata Diego o atropelando com sua caminhonete. Ao descobrir a morte de Diego, Cristina perde as forças, mas logo se recupera e toma controle da fazenda. Expulsa Estela e pede o divórcio para Frederico, mas este provoca um acidente automobilístico no qual Cristina perde o filho que esperava dele e fica cega. Com isso, Frederico fica livre para dispor da fortuna de sua esposa à vontade.

### Segunda Fase
15 anos se passam e Maria do Carmo (Aracely Arámbula) cresceu e se tornou uma jovem bela e honesta, criada com carinho e dedicação por sua "madrinha" Cristina, e não por Estela, que constantemente a maltrata e humilha. Estela sempre foi uma mulher inescrupulosa e calculista, e agora se converteu na amante de Frederico, sendo cúmplice de todas suas maldades. Carlos Manuel Rivero (Fernando Colunga), o sobrinho de Frederico, é um jovem honesto e trabalhador que volta ao povoado depois de terminar seus estudos de medicina no exterior. Frederico, além de ter relações com Estela, é amante de Déborah Falcão (Nailea Norvind), uma mulher muito atraente, mas cínica e oportunista, que também se apaixona por Carlos Manuel. Ao descobrir, Frederico tenta por todos as formas afastar Déborah de seu sobrinho. No meio disso, Maria do Carmo conhece Carlos Manuel e se apaixona profundamente por ele, provocando ciúmes em José Maria Montes (Pablo Montero), um peão da fazenda que se apaixonou por Maria do Carmo quando ambos ainda eram crianças.
Déborah, ao descobrir que Carlos Manuel se apaixonou por Maria do Carmo, se enfurece e se une a Frederico, recorrendo a toda classe de artimanhas para separá-los. Mas, apesar do distanciamento e das adversidades, o amor que ambos sentem resultará mais forte que qualquer intriga, e adversidades causados por Déborah e Frederico.
Tempos mais tarde, com a ajuda do Doutor João Luís, Cristina recupera a visão, e sem que Frederico saiba desse fato, ela passa a espionar todos os passos do marido para descobrir seus crimes, ao mesmo tempo Frederico tenta abusar varias vezes de Maria do Carmo, sendo impedido por Cristina, e Carlos Manuel que tenta matar seu tio. Cristina para impedir uma tragédia maior, revela um segredo: Frederico não é tio de Carlos Manuel, mais sim pai, pois há muito tempo Frederico engravidou uma empregada da casa, e nessa relação nasceu Carlos Manuel que fica furioso ao saber desse novo fato e afirma que Frederico continuara sendo seu Tio.
Após cometer inúmeros assassinatos como os do: Padre Inácio, e de Déborah, Frederico tenta matar Cristina, mais ela é mais rápida e consegue a ajuda da polícia para prender o ex-marido. Porém Frederico a leva como refém, e é baleado por Estela que vai presa em seguida, ele se declara para Cristina e morre em seguida. Por fim, depois de testemunhar a morte de José Maria, Maria do Carmo se casa com Carlos Manuel e formam uma família feliz ao lado de Cristina.

## Elenco
| Ator                       | Personagem                                                  |
| -------------------------- | ----------------------------------------------------------- |
| Victoria Ruffo             | Cristina Alvarez Rivas / Cristina Alvarez Rivas de Rivero   |
| Fernando Colunga           | Carlos Manuel Rivero Carrillo                               |
| Aracely Arámbula           | Maria do Carmo Campusano / Maria do Carmo Fernandes Alvarez |
| César Évora                | Frederico Rivero                                            |
| Helena Rojo                | Diana Guillén de Moreno                                     |
| Helena Rojo                | Juliana Guillén                                             |
| Pablo Montero              | José Maria Montes / José Maria Alvarez Montes               |
| Rossana San Juan           | Estela Campusano                                            |
| Arnaldo André              | Dr. João Luis Rocha                                         |
| Nailea Norvind             | Déborah Falcão / Déborah Falcão de Rivero                   |
| Alicia Rodríguez           | Consuelo Rivas de Alvarez                                   |
| Carmen Salinas             | Célia Ramos                                                 |
| Toño Mauri                 | Padre Moisés                                                |
| Tina Romero                | Alzira Carrillo                                             |
| Rosita Quintana            | Edwiges da Cruz e Ferreira                                  |
| Lilia Aragón               | Efigênia da Cruz e Ferreira                                 |
| René Casados               | Francisco José Bravo / Fernando Joaquim Bravo Falcão        |
| Sergio Reynoso             | Comandante Renan Munhoz                                     |
| Jorge de Silva             | Abel Ramos / Abel Bravo "Abelzinho"                         |
| Dacia Arcaráz              | Lena de Ruiz                                                |
| Ignacio Guadalupe          | Benito                                                      |
| Aurora Clavel              | Vitória                                                     |
| Dacia González             | Adelaide Campusano                                          |
| Mario Casillas             | Marcelino Ruiz                                              |
| Toño Infante               | Ernesto Rocha                                               |
| Ricardo Chávez             | Maciel "O Motor"                                            |
| Eduardo Noriega            | Pedro Montes                                                |
| Alicia Montoya             | Gumercinda Montes                                           |
| Ana Hally                  | Marina Ruiz                                                 |
| Rosita Pelayo              | "A Loira"                                                   |
| Alberto Chávez             | Artêmio                                                     |
| Esther Rinaldi             | Nívia Munhoz                                                |
| Eduardo Rodríguez          | Máximo "Max" Ruiz                                           |
| Fidel Pérez Michel         | Santos Rey "O Mão Negra"                                    |
| José Antonio Ferral        | Fábio Ruiz                                                  |
| Ruben Santana              | Silvério                                                    |
| Gabriel Roustand           | Vicente                                                     |
| Manuel Raviela             | Eladio                                                      |
| Alejandro Hernández        | Alessandro                                                  |
| Carlos Amador Jr.          | Nicolas                                                     |
| Raúl Buenfil               | "O Dândi"                                                   |
| Paco Ibáñez                | Joaquim                                                     |
| Pedro Romo                 | Apolinário                                                  |
| Abril Campillo             | Anita Ruiz                                                  |
| Fernando Nesme             | Padre Everaldo                                              |
| Fabián Lavalle             | Dr. Fabiano Anaya                                           |
| Lalo "El Mimo"             | Casemiro                                                    |
| Verónika con K             | Casilda                                                     |
| Luis Fernando Torres       | Domingo Montes                                              |
| Liza Willert               | Clementina                                                  |
| Eduardo Cuervo             | Jorge                                                       |
| Roque Casanova             | Dr. Germano Silva                                           |
| Marco Navarro              | Augusto (Guto)                                              |
| Jorge Veytia               | Amigo de Jorge                                              |
| Emmanuel Lira              | Amigo de Guto                                               |
| Patricia Villasaña         | Regina Cantú                                                |
| Rosy Safont                | Professora Marisa                                           |
| Emely Faride               | Paquita Silva                                               |
| Dolores Salomón "Bodokito" | Alberta                                                     |
| Rocío Valenzuela           | Elvira                                                      |
| Shirley                    | Florência                                                   |

### Participações especiais
| Ator                  | Personagem                             |
| --------------------- | -------------------------------------- |
| Osvaldo Ríos          | Diego Fernandes                        |
| Joaquín Cordero       | Severiano Alvarez de la Peña           |
| Miguel Córcega        | Padre Inácio                           |
| René Muñoz            | Sacerdote Regino                       |
| Ernesto Alonso        | Padre Bosco                            |
| Humberto Elizondo     | Bernardo Orozco                        |
| Manuel Capetillo Jr.  | Miguel Salvador Zamudio                |
| Emilia Guiú           | Flora Bravo Falcão                     |
| Rudy Casanova         | Curandeiro Chamán                      |
| Alberto Inzúa         | Porfírio Moreno                        |
| Charly Santana        | Edmundo "Chiquinho" González Gómez     |
| Armando Zelaya        | Delegado Guerreiro                     |
| Francisco Haros       | Amigo de Célia                         |
| Ricardo Schmall       | Macário                                |
| Thelma Dorantes       | Amiga de Célia                         |
| Rubén Morales         | Jaime Estrada                          |
| Sergio Zaldívar       | Jesus                                  |
| Moisés Iván Mora      | Chencho                                |
| Nicolás Jasso         | Prisioneiro que violenta Ernesto       |
| Alejandro Villeli     | Mordomo demitido por Porfírio          |
| Rodolfo de Alejandre  | Doutor                                 |
| Enrique de León       | José                                   |
| Esteban Franco        | Agente                                 |
| José Puga             | Policial                               |
| Alejandro de la Peña  | Policial                               |
| Omar Ayala            | Detento                                |
| Raul Ortiz            | Médico                                 |
| Arturo Muñoz          | Delegado                               |
| Rolando de Castro Jr. | Prisioneiro                            |
| Rocío Yaber           | Diretora do Orfanato                   |
| Oscar Eugenio         | Menino                                 |
| Roberto Navarro       | Menino                                 |
| Luis Maya             | Carlos Manuel Rivero Carrillo (menino) |
| Julián Noble          | José Maria Montes (menino)             |
| Eduardo Santamarina   | Ele mesmo                              |
| Sólo Para Hombres     | Eles Mesmos                            |

## Produção
- História original - Caridad Bravo Adams
- Versão livre - René Muñoz
- Adaptação - Liliana Abud
- Edição literária - Dolores Ortega
- Cenografía - María Teresa Ortiz
- Ambientação - María del Carmen Sánchez
- Figurino - Olivia Alva Pulido, Janeth Villa Gómez
- Música original - Jorge Avendaño
- Tema Principal (música e letra) - Juan Gabriel
- Direção musical e arranjos do tema principal - Eduardo Magallanes
- Edicção - Adrián Frutos, Marco Rocha
- Chefes de produção - Laura Mezta, Mirko Ruggiero Bermich
- Coordenador de produção - Bosco Primo de Rivera
- Coordenação geral - Federico Alarcón
- Coordenação de musicalização - Luis Alberto Diazayas
- Direção de câmeras em movimento - Jesús Nájera
- Direção de cena em movimento - Víctor Manuel Fouilloux
- Produtora associada - Nathalie Lartilleux
- Direção de câmaras - Alejandro Frutos, Manuel Ángel Barajas
- Direção de cena - Miguel Córcega
- Produtor - Salvador Mejía

## Trilha Sonora
1. Niña y Mujer - Aracely Arámbula
2. Donde estás corazón  - Pablo Montero
3. Con el Corazón en la Mano - Grupo Liberacion
4. Casi te olvido - Pablo Montero
5. Como Yo - Grupo Liberacion
6. Cuando ya no me quieras  - Pablo Montero
7. Miedo - Pepe Aguilar
8. Que voy hacer sin ti - Pablo Montero
9. Si Estuvieras Conmigo  - Grupo Liberacion
10. Vuelve junto a mi  - Pablo Montero
11. Cruz de olvido  - Pablo Montero
12. Abrázame muy fuerte - Juan Gabriel

## Audiência

### No México
No horário das 20 horas, acumulou média de 24.2 pontos. No seu último capítulo, alcançou 42.2 pontos de média. No horário das 21 horas obteve média de 29.6 pontos.

### No Brasil
Na sua primeira exibição, a trama foi um sucesso, e obteve ótimos 12 pontos.
Na sua reprise, em 2014, a trama estreou com ótimos 5 pontos, mas a audiência não se manteve, chegando a marcar 2.9 pontos no terceiro capítulo. A audiência oscilava entre 3 e 4 pontos diários. Na sua reta final a audiência melhorou, marcando 5.9 pontos no penúltimo capítulo. Terminou com média geral de 3.84 pontos, um fracasso para o horário.

## Exibições

### No México
A trama estreou no México no dia 31 de julho de 2000, em horário nobre, substituindo a telenovela Siempre te amaré. Devido aos altos níveis de audiência, em 13 de novembro de 2000 a trama foi remanejada para às 21 horas, um horário ainda mais competitivo, substituindo a novela Mi destino eres tú. Com a mudança de horário, a trama passou a apresentar cenas mais fortes, que no horário anterior eram amenizadas.
Foi reprisada pelo seu canal original entre 07 de maio a 19 de outubro de 2007 substituindo El privilegio de amar e sendo substituída por Cañaveral de pasiones. 

### No Brasil
No Brasil, foi exibida pelo SBT entre 1 de outubro de 2001 e 22 de abril de 2002 em 146 capítulos, substituindo O Direito de Nascer e sendo substituída por Amigas e rivais.
Foi exibida pela primeira vez pelo TLN Network entre 22 de abril a 25 de outubro de 2013 substituindo Menina amada minha e sendo substituída por Amanhã é para sempre.
Foi reprisada pelo SBT entre  17 de março a 30 de maio de 2014, substituindo La madrastra no horário da tarde. Porém devido a baixa audiência, a trama foi bastante cortada e teve seu fim antecipado, com apenas 53 capítulos e não tendo substituta.
A novela recebeu classificação Livre desde a sua primeira exibição. Durante a sua exibição, a emissora então solicitou a revisão da atual classificação para “não recomendado para menores de dez anos” e comprometeu-se a exibir apenas conteúdo compatível com essa faixa etária.
No dia 30 de junho de 2014, um mês após o término da reprise, o Ministério da Justiça resolve reclassificar Abraça-me Muito Forte de "Não recomendada para menores de 10 anos" para "não recomendada para menores de 12 anos" por conter violência, insinuação sexual e drogas lícitas.
Foi exibida pela segunda vez pelo canal pago TLN Network entre 1 de julho de 2019 a 3 de janeiro de 2020, substituindo A Dona e sendo substituída por Coração Indomável.
Está disponível desde 16 de dezembro de 2022 no catálogo brasileiro da plataforma de streaming Vix com áudio dublado em português.

## Exibição internacional
La Red (2000/2001)
 Megavisión (2007/2008)
 TVN (2013) 
  GMA Network
 SBT (2001-2002/2014)
 Localia
 Gama TV
 Telefuturo
 América Televisión
  Telemicro
 TCS
 Televicentro de Nicaragua
  Canal RCN
 TLNovelas (2006-2007)
 TV Star
 Latele
 Azul TV
 Venevisión
 TVN
 TV2
 Cool TV (2012)
 TVM
 Telemetro Canal 13
 POP TV
 TV3
 UniMÁS
  Acasa TV

## Prêmios e Indicações
| Ano  | Prêmio                       | Categoria                        | Nomeações         | Resultado |
| ---- | ---------------------------- | -------------------------------- | ----------------- | --------- |
| 2001 | Prêmio TvyNovelas            | Melhor Telenovela                | Melhor Telenovela | Venceu    |
| 2001 | Prêmio TvyNovelas            | Melhor Atriz Protagonista        | Aracely Arámbula  | Indicada  |
| 2001 | Prêmio TvyNovelas            | Melhor Ator Protagonista         | Fernando Colunga  | Venceu    |
| 2001 | Prêmio TvyNovelas            | Melhor Atriz Antagonista         | Nailea Norvind    | Venceu    |
| 2001 | Prêmio TvyNovelas            | Melhor Ator Antagonista          | César Évora       | Venceu    |
| 2001 | Prêmio TvyNovelas            | Melhor Primeira Atriz            | Helena Rojo       | Venceu    |
| 2001 | Prêmio TvyNovelas            | Melhor Primeiro Ator             | Joaquín Cordero   | Venceu    |
| 2001 | Prêmio TvyNovelas            | Melhor Atriz Co-Protagonista     | Carmen Salinas    | Indicado  |
| 2001 | Prêmio TvyNovelas            | Melhor ator co-protagonista      | Pablo Montero     | Venceu    |
| 2001 | Prêmio TvyNovelas            | Melhor revelação masculina       | Pablo Montero     | Indicado  |
| 2001 | Prêmio TvyNovelas            | Melhor tema musical              | Juan Gabriel      | Indicado  |
| 2001 | Prêmio TvyNovelas            | Melhor história ou adaptação     | Liliana Abud      | Venceu    |
| 2001 | Prêmio TvyNovelas            | Melhor direção de cena           | Miguel Córcega    | Venceu    |
| 2001 | Prêmios El Heraldo de México | Melhor Telenovela                | Melhor Telenovela | Venceu    |
| 2001 | Prêmios El Heraldo de México | Melhor atriz                     | Aracely Arámbula  | Venceu    |
| 2001 | Prêmios El Heraldo de México | Melhor ator                      | Fernando Colunga  | Venceu    |
| 2001 | Prêmios La Maravilla         | Telenovela do ano                | Telenovela do ano | Venceu    |
| 2001 | Prêmios La Maravilla         | Atriz do ano                     | Aracely Arámbula  | Indicado  |
| 2001 | Prêmios La Maravilla         | Ator do ano                      | Fernando Colunga  | Indicado  |
| 2001 | Prêmios La Maravilla         | Vilã do ano                      | Nailea Norvind    | Indicado  |
| 2001 | Prêmios La Maravilla         | Vilão do ano                     | César Évora       | Venceu    |
| 2001 | Prêmios La Maravilla         | Melhor atriz principal           | Helena Rojo       | Venceu    |
| 2001 | Prêmios La Maravilla         | Melhor atriz principal           | Carmen Salinas    | Indicado  |
| 2001 | Prêmios La Maravilla         | Atuação estelar masculina do ano | Pablo Montero     | Venceu    |
| 2001 | Prêmios La Maravilla         | Atuação estelar feminina do ano  | Lilia Aragón      | Venceu    |
| 2001 | Prêmios La Maravilla         | Mehor co-atuação feminina do ano | Victoria Ruffo    | Venceu    |